# Katharina Brauren
Katharina Brauren (bürgerl. Katharina Brauren-Mayerhoff; * 21. April 1910 in Frankfurt (Oder); † 25. Dezember 1998 in Ahrensburg) war eine deutsche Schauspielerin, Hörspiel- und Synchronsprecherin.

## Biografie
Brauren drehte ihren ersten Spielfilm im Jahr 1937. Sie spielte die Madame Homais in Madame Bovary. Die nächsten Filmrollen folgten erst während des Zweiten Weltkriegs, wo sie in den Filmen Du gehörst zu mir (1943) und Seinerzeit zu meiner Zeit (1944) zu sehen war. Nach Ende des Kriegs folgte ein Engagement an den Hamburger Kammerspielen, wo Brauren von 1945 bis 1953 zum Ensemble des Theaters gehörte. Während dieser Zeit drehte sie ebenfalls einige Kinofilme, trat allerdings nur in Nebenrollen auf, wie 1952 in Toxi von Regisseur Robert Adolf Stemmle. In den 1960er und 1970er Jahren war Brauren in zahlreichen Fernsehproduktionen zu sehen. Zu den Höhepunkten ihrer Fernsehkarriere gehörte die Rolle der Antoinette in der Fernsehverfilmung von Buddenbrooks (1979).

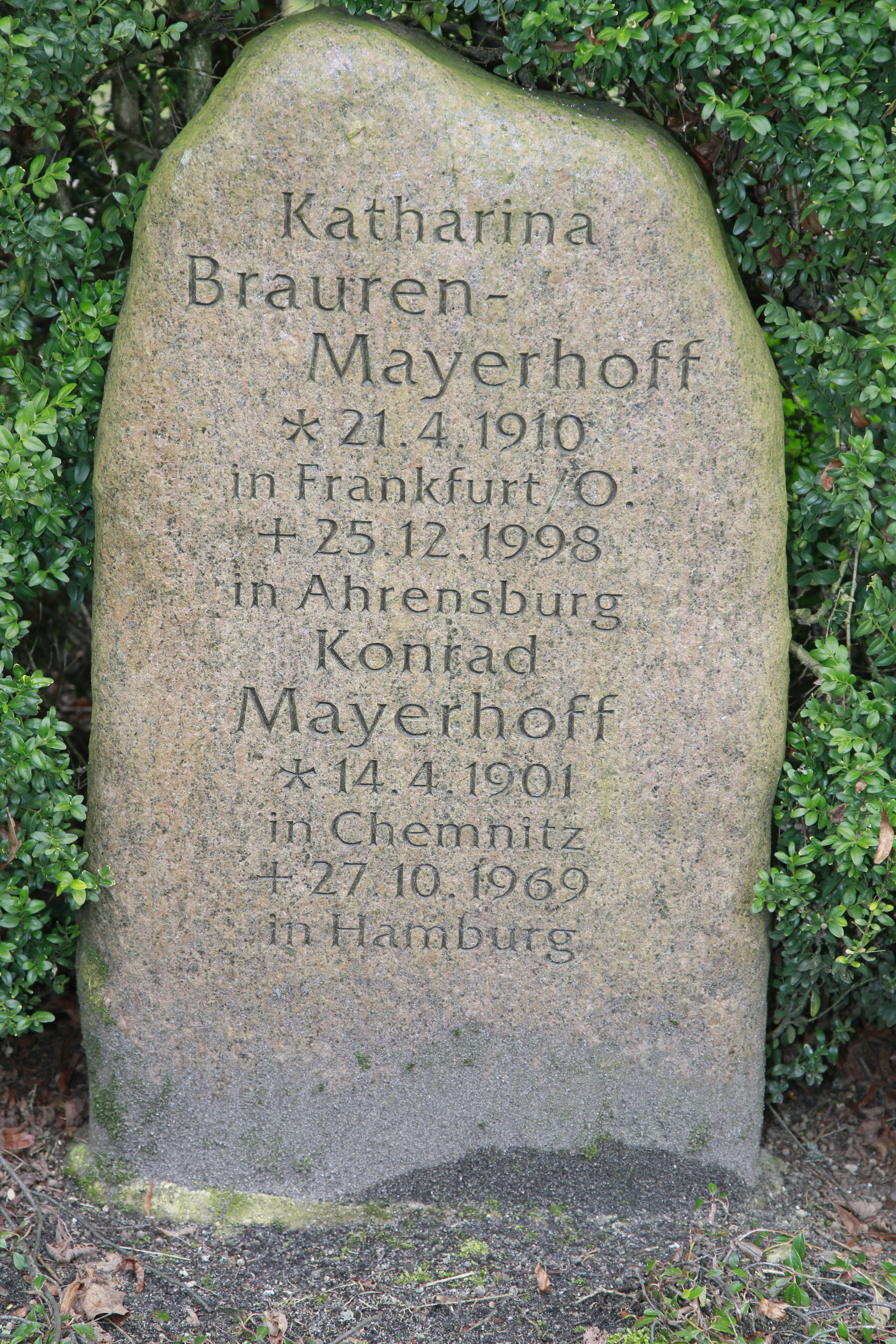
Grab von Katharina Brauren

1983 mimte sie in einem Bundestagswahlkampf-Fernsehspot für die CDU eine Rentnerin, die sich über die Politik der sozialliberalen Koalition erging, wobei ihre relative Unbekanntheit ausgenutzt wurde, um den Anschein von Authentizität zu erwecken. In der Aktenzeichen-XY-Folge vom 10. Juni 1983 spielte sie im ersten Filmfall die Großmutter des ermordeten Mädchens. Für ihre Darstellung der Großmutter im Spielfilm Novemberkatzen von 1986 erhielt Brauren den Bundesfilmpreis. 1988 verkörperte sie in Loriots Ödipussi die Mutter von Paul Winkelmann; im zweiten Loriot-Film Pappa ante portas (1991) hatte sie eine kleine Rolle als Bettlerin. 1992 wurde Katharina Brauren für ihre Hauptrolle im Fernsehfilm Fremde, liebe Fremde mit dem Adolf-Grimme-Preis mit Silber ausgezeichnet. In der 20-teiligen TV-Serie Vera Wesskamp (1992–1993) mit Maren Kroymann spielte sie deren Mutter.
Neben der Schauspielerei wirkte Katharina Brauren auch als Hörspielsprecherin auf vielen Produktionen des Labels Europa mit, unter anderem Die drei ??? und der Super-Papagei, Die drei ??? und das Narbengesicht, Die drei ??? und der Karpatenhund, Die drei ??? – Stimmen aus dem Nichts, TKKG-Abenteuer im Ferienlager, Die tödliche Begegnung mit dem Werwolf, Gräfin Dracula, Asterix und Maestria und Ben Hur. Darüber hinaus lieh sie als Synchronsprecherin ihre Stimme unter anderem Margaret Hamilton (Rosie!), Jane Darwell (Westlich von St. Louis) und Kathleen Harrison (Oliver Twist).
Katharina Brauren war mit dem Schauspieler Konrad Mayerhoff verheiratet. Ihr Grab befindet sich auf dem evangelischen Friedhof in Ahrensburg.

## Filmografie (Auswahl)
- 1937: Madame Bovary
- 1943: Du gehörst zu mir
- 1944: Seinerzeit zu meiner Zeit
- 1949: Schicksal aus zweiter Hand
- 1949: Kätchen für alles
- 1950: Des Lebens Überfluß
- 1950: Hafenmelodie
- 1950: Die Dritte von rechts
- 1951: Weh’ dem, der liebt!
- 1951: Die Schuld des Dr. Homma
- 1952: Die Stimme des Anderen
- 1952: Toxi
- 1952: Der Weg zu Dir
- 1952: Eine nette Bescherung (Fernsehfilm)
- 1953: Königinnen von Frankreich (Fernsehfilm)
- 1955: Der Major und die Stiere
- 1956: Küß mich noch einmal
- 1956: Juno und der Pfau (Fernsehfilm)
- 1956: Schicksal am Matterhorn
- 1957: Zwei Herzen voller Seligkeit
- 1960: Die verkaufte Braut (Fernsehfilm)
- 1961: Herr Raymond kommt nicht (Fernsehfilm)
- 1963: Einsame Menschen (Fernsehfilm)
- 1963: Am Herzen kann man sich nicht kratzen (Fernsehfilm)
- 1963: Hafenpolizei (Fernsehserie, Folge 100.000 Mark)
- 1964: Lebenskünstler (Fernsehfilm)
- 1964: Mord (Kurzfilm)
- 1964: Skorpione (Fernsehfilm)
- 1964: Hafenpolizei (Fernsehserie, Folge Der Heuler)
- 1965: Das letzte Kapital (Fernsehfilm)
- 1966: Irrungen – Wirrungen
- 1966: Eine einträgliche Stelle (Fernsehfilm)
- 1966: Standgericht (Fernsehfilm)
- 1967: Die Unverbesserlichen (Fernsehserie, Folge: … und ihr Optimismus)
- 1967: Bäume sterben aufrecht (Fernsehfilm)
- 1968: Der Auftrag (Fernsehfilm)
- 1968: Unwiederbringlich (Fernsehfilm)
- 1968: Ein Sarg für Mr. Holloway (Fernsehfilm)
- 1968: Polizeifunk ruft – Die Sozialhelferin
- 1969: Hôtel du commerce (Fernsehfilm)
- 1969: Marinemeuterei 1917 (Fernsehfilm)
- 1969: Nachrichten aus der Provinz (Fernsehfilm)
- 1969: Ein Jahr ohne Sonntag (Fernsehserie)
- 1970: Ida Rogalski (Fernsehserie, 2 Folgen)
- 1970: Der Tod des Deputierten Jean Jaurès (Fernsehfilm)
- 1970: Liebling, sei nicht albern!
- 1970: Nachbarn (Fernsehfilm)
- 1970: Der Fall von nebenan – Hermine Reck
- 1970: Fröhliche Weihnachten (Fernsehfilm)
- 1971: Komische Geschichten mit Georg Thomalla – Tommi und die neue Wohnung
- 1971: Besuch der Tochter (Fernsehfilm)
- 1971: Geschäfte mit Plückhahn (Fernsehfilm)
- 1971: Das Herz aller Dinge (Fernsehfilm)
- 1972: Sonderdezernat K1 – Vier Schüsse auf den Mörder
- 1973: Die Zwillinge vom Immenhof
- 1973: Das darf doch nicht wahr sein!
- 1973–1974: Hamburg Transit (Fernsehserie, 2 Folgen)
- 1974: Eine geschiedene Frau (Fernsehserie)
- 1974: Frühling auf Immenhof
- 1975: Hoftheater (Fernsehserie, 5 Folgen)
- 1975–1976: PS (Fernsehserie, 2 Folgen)
- 1976: Schaurige Geschichten – Geisterstunde
- 1976: Ein herrlicher Tag (Fernsehfilm)
- 1977: Die Dämonen (Fernsehserie)
- 1979: Tatort: Alles umsonst
- 1979: Die Buddenbrooks (Fernsehserie)
- 1979: Die Leute vom Domplatz
- 1979: Jauche und Levkojen (Fernsehserie)
- 1982: Kreisbrandmeister Felix Martin – Zeitzünder
- 1983: Elisabeth von England (Fernsehfilm)
- 1983: Konsul Möllers Erben (Fernsehfilm)
- 1985: Eine ungenaue Erinnerung an eine Urkunde
- 1986: Novemberkatzen
- 1987: Der Landarzt – Junges Gemüse
- 1988: Rosalinds Elefant (Kurzfilm)
- 1988: Ödipussi
- 1988: Schön war die Zeit
- 1989: Otto – Der Außerfriesische
- 1991: Großstadtrevier – Das schwarze Schaf
- 1991: Pappa ante portas
- 1991: Karniggels (Stimme)
- 1991: Fremde, liebe Fremde
- 1992: Begräbnis einer Gräfin (Fernsehfilm)
- 1992: Großstadtrevier – Der Flußpirat
- 1992: Die Männer vom K3 – Ein ganz alltäglicher Fall
- 1992–1993: Vera Wesskamp (Fernsehserie, 20 Folgen)
- 1993: Großstadtrevier – Oh, du fröhliche
- 1993: Ein Mann am Zug (Fernsehserie)
- 1993: Freunde fürs Leben (Fernsehserie, Folge Polterabend)
- 1994: Nur eine kleine Affäre (Fernsehserie)
- 1995: Großstadtrevier – Die heiligen drei Königinnen
- 1995: Tierärztin Christine – Die Versuchung
- 1995: Für alle Fälle Stefanie – Merkwürdige Verhältnisse
- 1997: Geschichten aus der Heimat – Affenliebe
- 1998: Medicopter 117 – Jedes Leben zählt

## Hörspiele (Auswahl)
- 1949: Francis Durbridge: Paul Temple und die Affaire Gregory (10 Teile) (Mrs. Marcia) – Regie: Eduard Hermann, Fritz Schröder-Jahn (Original-Hörspiel, Kriminalhörspiel – NWDR Köln und NWDR Hamburg)
- 1961: Christian Bock: Das sonderbare Telefon (Martha) – Regie: Gustav Burmester (Hörspiel – NDR)
- 1974: Tankred Dorst: Auf dem Chimborazo – Regie: Ulrich Gerhard (Hörspiel (Kunstkopf) – BR/RIAS Berlin/SDR)
- Die drei ???
  - und der Superpapagei (1), als Miss Waggoner
  - und der Phantomsee (2), als Mrs. Rutherford (Angestellte im Historischen Forschungsinstitut)
  - und der Karpatenhund (3), als Mrs. Boogle
  - und das Narbengesicht (31), als Mrs. Denicola
  - und der Ameisenmensch (32), als Mrs. Burroughs
  - Stimmen aus dem Nichts (76), als Abigail Holligan
  - Vampir im Internet (88), als Amme
- Fünf Freunde
  - auf gefährlichen Pfaden (30), als Mrs. Potterton
- TKKG
  - Rätsel um die alte Villa (7), als Regina Riedel
  - Abenteuer im Ferienlager (9), als Martha Truels
  - Das Geiseldrama (26), als Oma
  - Der Mörder aus dem Schauerwald (55), als Katharina von Dölmhorst-Meiswitz
  - Die Goldgräber-Bande (76), als Bettina von Unken
  - Die Opfer mit der kühlen Schnauze (93), als Alma Pianola
- Die tödliche Begegnung mit dem Werwolf
- Gräfin Dracula
- Asterix und Maestria
- Ben Hur
- Der Teufel mit den drei goldenen Haaren
- Rumpelmuck der Poltergeist

## Synchronisation (Auswahl)
- Nicht so toll, Süßer – Judith Furse als Lehrerin
- Wölfe in der Nacht – Molly Warner als Frau Lund
- Rosie! – Margaret Hamilton als Mae
- Westlich St. Louis – Jane Darwell als Schwester Ledyard
- Oliver Twist – Kathleen Harrison als Mrs. Sowerberry
- Ist das Leben nicht schön? – Lillian Randolph als Dienstmädchen Annie
- Der kleine Vampir – Barbara Reese als Frau Puvogel

## Auszeichnungen
- Filmband in Gold für die Darstellung der Großmutter in Novemberkatzen (1986)
- Adolf-Grimme-Preis für Fremde, liebe Fremde (1992, zusammen mit Meret Becker)